# Victorio Cieslinskas
Víctor Cieslinskas Zinevicaite, detto Victorio (27 ottobre 1922 – 19 giugno 2007), è stato un cestista uruguaiano.

## Carriera
Con l'Uruguay ha disputato i Giochi olimpici di Londra 1948 e di Helsinki 1952.